# Manuczehr Eghbal
Manuczehr Eghbal, pers. منوچهر اقبال (ur. 15 września 1909 w Kaszmarze, zm. 25 listopada 1977 w Teheranie) – irański polityk, premier Iranu w latach 1957–1960.

## Życiorys

### Młodość
Pochodził z arystokratycznej i wpływowej politycznie rodziny, był jednym z dwanaściorga dzieci. Wychowywał się w Teheranie, dokąd przeniósł się jego ojciec, by sprawować mandat deputowanego do Madżlesu podczas rewolucji konstytucyjnej. Na studia wyższe wyjechał, podobnie jak wielu zamożnych Irańczyków jego pokolenia, do Francji. Studia medyczne rozpoczął w Montpellier, a skończył w 1933 w Paryżu, otrzymując dyplom z wyróżnieniem. Po powrocie do Iranu w ramach obowiązkowej służby wojskowej kierował przez dwa lata wojskowym szpitalem; w tym okresie wśród jego pacjentów miał być Reza Szah Pahlawi. Następnie został wykładowcą w otwartej w Teheranie szkole medycznej.

### Kariera polityczna
W 1942 premier Ahmad Ghawam powołał go do pracy w ministerstwie zdrowia najpierw w charakterze podsekretarza, a następnie powierzył mu kierowanie tym resortem. Chociaż właśnie Ghawamowi Eghbal zawdzięczał możliwość rozpoczęcia kariery politycznej, w 1946 nie sprzeciwił się, gdy jego gabinet upadał. Cieszył się już wtedy zaufaniem młodego szacha Mohammada Rezy Pahlawiego i jego wpływowej siostry bliźniaczki Aszraf. Zaufanie to jeszcze wzrosło w 1949; gdy w wymienionym roku szach został zraniony przez zamachowca, właśnie Eghbal pomógł mu dostać się do samochodu, a następnie odwiózł do szpitala. Mimo to już w 1950 musiał odejść z pracy w administracji państwowej, gdyż negatywnie ocenił jego osobę nowy premier Hadż Ali Razmara. Również w czasie rządów Mohammada Mosaddegha Eghbal nie odegrał żadnej roli politycznej. Od 1951 do 1956 był natomiast rektorem Uniwersytetu Teherańskiego. Po zamachu stanu w 1953, który obalił rząd Mosaddegha, Eghbal doprowadził do opuszczenie przez wojsko obiektów uniwersyteckich i do przywrócenia do pracy części wykładowców sympatyzujących ze zdelegalizowanym Frontem Narodowym, któremu przewodził Mosaddegh.
W 1956 szach mianował go ministrem dworu, zaś w roku następnym powierzył mu misję utworzenia nowego rządu. Eghbal jako premier w pierwszych latach kierowania rządem nie podejmował samodzielnych inicjatyw politycznych, realizując jedynie polecenia monarchy, co zresztą otwarcie przyznawał. Jego krytycy zarzucali mu następnie, że właśnie z powodu jego postawy urząd premiera poważnie stracił na znaczeniu. Równocześnie w okresie sprawowania urzędu premiera przez Eghbala zakończony został stan wojenny w Teheranie, ogłoszony podczas puczu wymierzonego w rząd Mosaddegha. Także w tym okresie powstała policja polityczna SAWAK. W 1957, gdy szach postanowił ustanowić w kraju ściśle kontrolowany, fasadowy system dwupartyjny, na jego polecenie Eghbal stanął na czele Partii Narodowej; kierowanie „opozycyjną” Partią Ludową powierzono Asadollahowi Alamowi, także politykowi cieszącemu się zaufaniem monarchy.
W 1959 Eghbal poinformował dyplomatów amerykańskich i brytyjskich o tym, że Mohammad Reza Pahlawi miał zamiar podpisać ze Związkiem Radzieckim długoterminowy pakt o nieagresji i poprosił o wpłynięcie na monarchę, by ten zmienił swoją decyzję. Tak też faktycznie się stało. Nie wyjaśniono, czy premier działał w tej sprawie z własnej inicjatywy, czy też cała sytuacja została zaaranżowana przez Mohammada Rezę Pahlawiego w celu udowodnienia zachodnim sojusznikom, że Iran może podejmować samodzielne inicjatywy polityczne.
Rząd Eghbala upadł w roku następnym po jawnie sfałszowanych wyborach parlamentarnych. Chociaż poprzednie wybory w Iranie również nie były przeprowadzone w sposób uczciwy, zbyt wyraźna ingerencja służb porządkowych w przebieg głosowania była dla monarchii znacznym ciosem prestiżowym. Były premier został ponownie rektorem Uniwersytetu Teherańskiego, jednak i z tego stanowiska musiał odejść z powodu protestu studentów. Eghbal wyjechał za granicę i sprawował początkowo obowiązki przedstawiciela Iranu przy UNESCO.
Mohammad Reza Pahlawi powierzył mu następnie stanowisko dyrektora National Iranian Oil Company. Chociaż Eghbala uważano za osobę całkowicie nieprzygotowaną do jego objęcia, pozostał on na stanowisku przez czternaście lat, do śmierci wskutek ataku serca.
Był wolnomularzem, należał również do jednego z bractw sufickich.
W 1968 otrzymał Order Odrodzenia Polski I klasy.